# Мюзам, Ценцль
Ценцль Мю́зам (нем. Zenzl Mühsam, урожд. Кресце́нция Э́льфингер (Kreszentia Elfinger); 27 июля 1884, Хаслах — 10 марта 1962, Берлин) — супруга Эриха Мюзама, участница боёв за Баварскую советскую республику.

## Биография

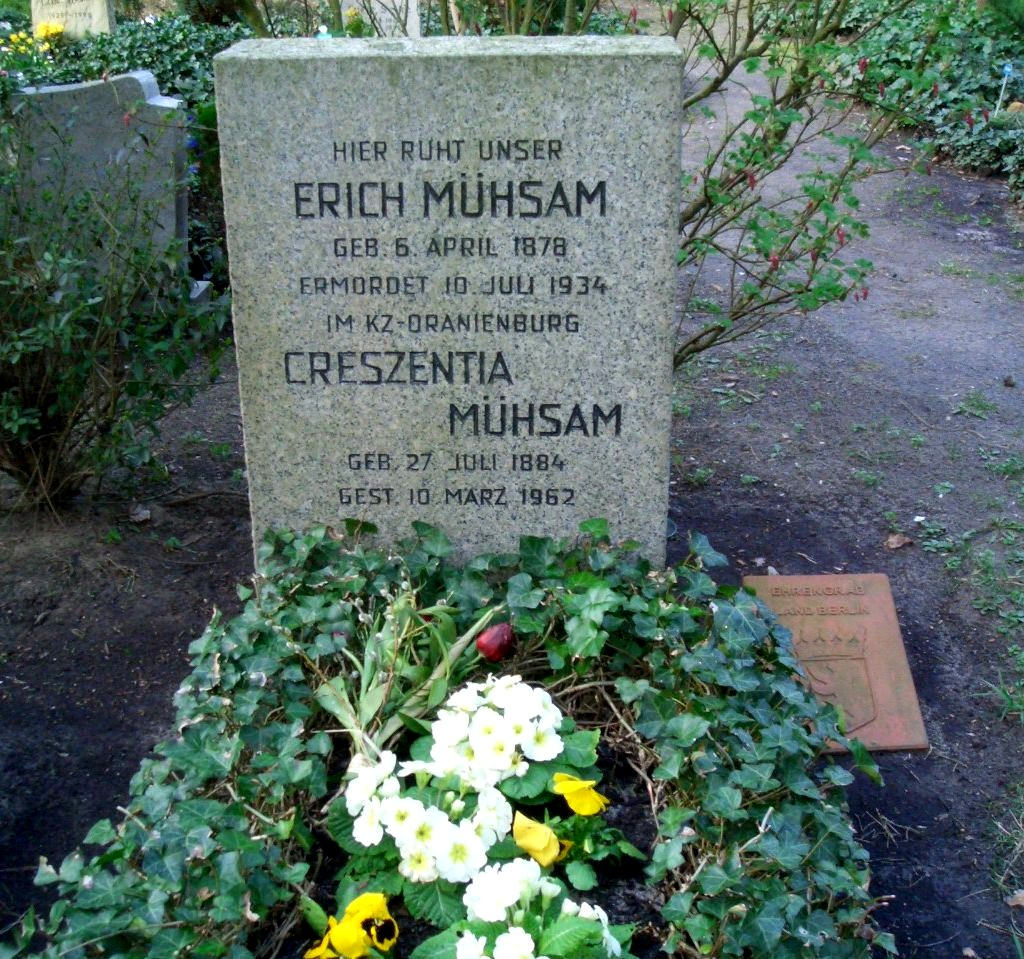
Могила Эриха и Ценцль Мюзам на Далемском лесном кладбище

Ценцль Мюзам — пятый ребёнок в семье трактирщика и хмелевода из Халлертау Августина Эльфингера и его супруги Кресценции.
15 сентября 1915 года Ценцль, у которой уже был сын Зигфрид, вышла замуж за Эриха Мюзама. В браке с Мюзамом детей не было, Ценцль была музой и соратницей мужа, которая во время его заключения пыталась добиться амнистии мюнхенским революционерам.
После гибели Эриха Мюзама Ценцль несмотря на предупреждения мужа бежала через Прагу в Москву, чтобы спасти творческое наследие мужа, которое она передала в Литературный институт имени А. М. Горького. 23 апреля 1936 года Ценцль Мюзам была арестована в первый раз по обвинению в контрреволюционной троцкистской деятельности и содержалась в тюрьме на Лубянке. Затем обвинение было изменено, Мюзам была освобождена с запретом на проживание в Москве и Ленинграде. Ценцль была арестована вновь в ноябре 1938 года и 11 сентября 1939 года осуждена за принадлежность к контрреволюционной организации и контрреволюционную агитацию на восемь лет исправительно-трудовых лагерей. Мюзам отбывала наказание в лагере в Потьме в Мордовской АССР. В ноябре 1946 года Ценцль Мюзам была освобождена и без средств к существованию отправлена поездом в Новосибирск. В 1949 году вновь подверглась аресту и отправлена в ссылку в Новосибирск бессрочно.
Только в 1954 году Ценцль Мюзам была освобождена и получила разрешение на выезд в ГДР. В исправительных лагерях в СССР Мюзам отбыла почти 20 лет. В 1959 году в связи с 75-летием Ценцль Мюзам была награждена орденом «За заслуги перед Отечеством» в серебре.
Ценцль Мюзам была похоронена в Мемориале социалистов на Центральном кладбище Фридрихсфельде. После объединения Германии в соответствии с мерами рационализации, осуществлявшимися руководством кладбища, и мнением Сената Берлина о том, что семейным захоронениям препятствовала только Берлинская стена, осенью 1992 года останки Ценцль Мюзам были перезахоронены рядом с мужем на Далемском лесном кладбище.

## Сочинения
- Zenzl Mühsam: Eine Auswahl aus ihren Briefen. Herausgegeben von Uschi Otten und Chris Hirte. Erich-Mühsam-Gesellschaft, Lübeck 1995, ISBN 3-931079-11-2
- Der Leidensweg Erich Mühsams. Mit einem Vorwort von Werner Hirsch; Mopr-Verlag: Zürich 1935